# Tours préliminaires de la Coupe de Belgique de football 2021-2022
Navigation
Édition précédente Édition suivante
Cette page présente le déroulement et les résultats des cinq premiers tours préliminaires de la Coupe de Belgique 2021-2022, joués du 25 juillet 2021 au 29 août 2021 pour un total de plusieurs rencontres.
Le nom commercial de l'épreuve demeure la « Croky Cup », du nom d'une marque de chips.
Cette édition est la cinquième après la réforme de la hiérarchie des divisions au sein du football belge réalisée en vue de la saison 2016-2017. Des appellations de séries, du 3e au5e niveau, telles que présentées au début de la saison 2020-2021, seule la « Nationale 1 » (équivalent D3) est réellement employée. Le 4e niveau reste la « D2 Amateur » alors que le 5e étage reste la « D3 Amateur ».

## Tirage au sort initial
Le tirage au sort des cinq tours préliminaires est effectué le mardi 28 juin 2021, au siège de la fédération fédérale.
Pour les résultats de l'épreuve à partir des seizièmes de finale, voir Coupe de Belgique de football 2021-2022.

## Fusions - Changements d'appellation
Au terme de la saison 2020-2021, de nombreuses fusions e de nombreux changements d’appellations interviennent, notamment pour les clubs de séries nationales :

### Fusions
- Le club du K. RC Bambrugge (5343) fusionne avec celui de Mere FC (4750) pour former Erpe-Mere United (5343). Celui-ci évolue en D3 Amateur VV en 2021-2022.
- Le club de l'AFC Tubize (5632) fusionne avec le R. Stade Brainois (343) pour former la R. Union Tubize Braine-le-Comte (5632) qui évolue en D2 Amateur en 2021-2022.
- Le club de K. VK Ninove (2373) fusionne avec son voisin du Sparta Okegem (7055) en délicatesse financières à la suite de l'arrêt des compétitions dont l'annulation de la saison 2020-2021. Le club prend le nom de VK Ninove (2373). Le sparta devient l'équipe B du matricule. Retiré en raison de la fusion qui induit un changement d'appellation, le terme « Koninklijke » reviendra par la suite [1].
- Après sept années sans aligner d'équipe Premières, le K. Sportclub Tongeren (54) « fusionne » avec le K. Heur VV (4600) et reprend son appellation de K. SK Tongeren sous le matricule 54 [2]. Dans la réalité, des faits, c'est un peu différent. La fusion est le seul moyen pour le matricule 54 de retrouver un échelon national (D2 Amateur) qui ne convient plus au matricule 4600. Celui-ci disparait alors nombre de ses anciens rejoignent l'initiative, lancée en janvier 2021, par le VC Jekervalllei Sluizen (9701). Ce cercle créé en 2018 et jouant le P3 Limbourg propose une fusion entre quatre clubs locaux qui connaissent des manquements de personnels que des déficits budgétaires lesquels sont accrusw avec l'annulation de l'exercice 2020-2021. Le matricule 9701 devient le VCJ Heur Sluizen en P3. Pour la saison 2022-2023, deux autres cercles - l'Union FC Rutten (6238) et le Valencia VC Piringen (7137) - devraient entrer dans cette entité dont le nom deviendrait Unico Tongeren[3],[4]
- Le club du K. KV Tienen (132) fusionne avec le DVC Eva's Tienen (9527) qui devient sa section féminine. À la suite de cette fusion, le club perd temporairement le droit d'employer le « K » de Koninklijke et joue sous la dénomination de VK Tienen [5].
- Le club du K. FC Lille  (2618) fusionne avec le VC Poederlee (9328) pour former le (K.) VC Lille United (2818). Celui-ci évolue en D3 Amateur VV en 2021-2022[6].

### Rapprochements/Unions
- Le club de Spouwen-Mopertingen (5775) se rapproche du K. Bilzerse Waltwilder VV (232). Les deux cercles unisssent leur équipe « Premières » sous le nom de Belisia Bilzen SV (et le matricule 5775) [7]. Celui-ci évolue en D2 Amateur VV en 2021-2022. De son côté, le matricule 232 poursuit sous le nom de Bilzen Youth en alignant une équipe « Réserves » et des élections de toutes les catégories d'âge [5].

### Changements d'appellation
À partir de juillet 2021, 
- le  club de la Renaissance Albert Club de Mons 44 devient la Renaissance Albert Elisabeth Club de Mons  (toujours avec le « matricule 4194 »). Ce club espère récupérer l'ancien « matricule 44 » en 2026 [5].
- L'Union Namur Fosses-la-Ville (156) devient l'Union Namur (156) pour évoluer en D3 Amateur [5].
- À la suite de la faillite et de la disparition du K. SV Roeselare (134), le VK Dadizele (8264) change son appellation et devient le SK Roeselare-Daisel (8264). La première motivation de cette démarche est « de sauver » les dizaines d'équipes de jeunes de l'ancien matricule 134. Il est bon de noter qu'aucune fusion réglementaire n'est intervenue. Le matricule 134 a été radié. Des expressions comme « fusieclub » en Néerlandais ne sont que des facilités de langage. Au terme de cette saison 2021-2022, le matricule 8264 décroche sa montée en « Division 3 Amateur » [8].

## Fonctionnement - Règlement
La Coupe de Belgique est jouée par matches à élimination directe. 16 des 18 équipes de Division 1 (Jupiler Pro League) ne commencent l'épreuve qu'à partir des Seizièmes de finale.
Pour l'édition 2021-2022, cinq tours préliminaires concernent 296 clubs issus de tous les niveaux inférieurs à la Jupiler Pro League. Au total 280 rencontres sont jouées lors de ces cinq tours préliminaires.
Ces 296 équipes proviennent des divisions suivantes :
- 160 clubs provinciaux
- 63 clubs de D3 Amateur
- 48 clubs de D2 Amateur
- 15 clubs de Nationale 1
- 8 clubs de Division 1 B
- 2 clubs de Division 1 A

Les 12 équipes qualifiées à l'issue du 5e tour affrontent un des 18 clubs de D1 lors des 1/16es de finale.

### Covid-19
En raison de la pandémie de Covid-19, un cas spécifique est ajouté au règlement usuel, en vertu du« Protocole Covid-19 » défini et appliqué par la fédération belge de football. Pour les cinq premiers tours, tout effectif ayant malheureusement un élément contaminé par cette maladie est tenu de renoncer et doit donc déclarer forfait. Plusieurs cercles ont la bonne intelligence de respecter la règle et d'annoncer les contaminations éventuelles qui les touchent, et donc de « se sacrifier » pour le bien du plus grand nombre (voir ci-après).

### Participation par provinces
Le tableau ci-dessous détaille la répartition par provinces des clubs prenant part aux cinq premiers tours de la Coupe de Belgique.
| #  | Provinces                       | Total | D1 A | D1 B | Nat.1 | D2 Am. | D3 Am. | Prov. |
| -- | ------------------------------- | ----- | ---- | ---- | ----- | ------ | ------ | ----- |
| 1  | Province d'Anvers               | 40    | -    | 2    | 3     | 6      | 9      | 20    |
| 2  | Province du Brabant flamand     | 29    | -    | -    | 1     | 5      | 6      | 17    |
| 3  | Province du Brabant wallon      | 7     | -    | -    | -     | 2      | 2      | 3     |
| 3b | Bruxelles - ACFF                | 16    | 1    | 1    | -     | 2      | 2      | 10    |
| 4  | Province de Flandre-Occidentale | 29    | -    | -    | 3     | 6      | 3      | 17    |
| 5  | Province de Flandre-Orientale   | 42    | -    | 2    | 1     | 10     | 9      | 20    |
| 6  | Province de Hainaut             | 31    | -    | 1    | 3     | 2      | 9      | 16    |
| 7  | Province de Liège               | 33    | 1    | -    | 2     | 6      | 8      | 16    |
| 8  | Province de Limbourg            | 29    | -    | 1    | 1     | 5      | 5      | 17    |
| 9  | Province de Luxembourg          | 21    | -    | 1    | 1     | 2      | 5      | 12    |
| 10 | Province de Namur               | 19    | -    | -    | -     | 2      | 5      | 12    |
|    | TOTAUX                          | 296   | 2    | 8    | 15    | 48     | 63     | 160   |

* La Nationale 1 et la Diciion 3 connaissent un nombre impair d'équipes pour des raisons différentes. Avant la saison précédente, la « Nationale 1 » a perdu le Lierse Kempenzonen repêché vers la D1B. À la fin de la saison précédente, la D3 Amateur ACFF a perdu le Stade Brainois qui a fusionné avec l'AFC Tubize (op cit). En raison de l'arrêt et surtout de l'annulation de la saison précédente, ces deux cercles ne seront remplacés, dans les divisions respectives qu'en vue de la saison 2022-2023.

### Inversion du tirage au sort
Le règlement autorise deux clubs à inverser, de commun accord, l'ordre du tirage initial. Au fil des tours, cette pratique est fréquente. Il est bon de savoir qu'en Coupe de Belgique, les recettes aux guichets sont partagées équitablement entre les deux clubs. Un club d'une série inférieure trouve souvent son compte en acceptant de se déplacer chez un adversaire jouant plus haut dans la hiérarchie. La Fédération peut aussi rendre obligatoire cette inversion (ou exiger la tenue du match dans un autre stade) si les conditions de sécurité ne sont pas remplies par l'enceinte devant initialement accueillir la partie.

### Prolongation (Prol) - Tirs au But (T a B)
Lors des trois premiers tours, il n'est pas joué de prolongation. En cas d'égalité à la fin du temps réglementaire, il est procédé immédiatement à une séance de tirs au but pour désigner le club qualifié. Cette disposition réglementaire est induite par le fait que ces tours initiaux se jouent en reprise de saison et que les clubs ne disposent ni de la totalité de leur noyau (vacances), ni de la préparation suffisante pour tenir efficacement durant 120 minutes.

### Légende pour les clubs provinciaux
Depuis la saison 2017-2018, la Belgique du football compte aussi 10 provinces. Le Brabant jusque-là resté unitaire a choisi, sous la poussée de dirigeants néerlandophones, de se scinder selon les deux ailes linguistiques (VFV et ACFF). À noter, qu'assez logiquement quand on sait sa répartition démographique, la quasi-totalité des clubs de la Région de Bruxelles-Capitale a opté pour l'aile francophone (ACFF).
- (Anv-) = Province d'Anvers
- (VBt-) = Province du Brabant flamand (y inclus Bruxelles VFV)
- (BtW-) = Province du Brabant wallon (y inclus Bruxelles ACFF)
- (OVl-) = Province de Flandre orientale
- (WVl-) = Province de Flandre occidentale
- (Hai-) = Province de Hainaut
- (Lim-) = Province du Limbourg
- (Liè-) = Province de Liège
- (Lux-) = Province de Luxembourg
- (Nam-) = Province de Namur

Le chiffre renseigne la division provinciale concernée (1, 2, 3 ou 4).
Pour les résultats de l'épreuve à partir des seizièmes de finale, voir Coupe de Belgique de football 2020-2021.

### Légende pour les clubs nationaux/régionaux
Lors de la publication du tirage au sort des quatre premiers tours préliminaires de cette édition, on constate que la fédération belge emploie une nouvelle dénomination pour les trois séries amateurs directement inférieures aux divisions professionnelles:
- (D3) = D3 Amateur
- (D2) = D2 Amateur
- (N1) = Nationale 1
- (II) = Proximus League (officiellement la « D1B » et restant plus familièrement la « D2 »)

### Signalétique «montée» et «descente»
Les changements de division depuis la fin de la saison précédente sont indiqués:  = montée en...,  = descente en....
- NOTE: excepté pour les clubs concernés en D1A et D1B, la signalétique « montée » ou « descente » est fort peu nécessaire sur la page de cette édition, puisque l'exercice 2020-2021 a été décrété « saison blanche » (en d'autres termes, « annulée »)

La division renseignée est celle de la saison 2021-2022.

## Tour préliminaire
Comme la saison précédente, un tour préliminaire est disputé. Il concerne six clubs tirés au sort. Les trois qualifiés prennent ensuite part au « Premier tour ».

### Répartition par divisions
| Provinces                     | Total | P1 | P2 | P3 | P4 |
| ----------------------------- | ----- | -- | -- | -- | -- |
| Province d'Anvers             | 1     | 1  | -  | -  | -  |
| Province du Brabant flamand   | 1     | -  | -  | 1  | -  |
| Province de Flandre-Orientale | 1     | 1  | -  | -  | -  |
| Province de Limbourg          | 1     | 1  | -  | -  | -  |
| Province de Namur             | 2     | 1  | 1  | -  | -  |
| TOTAUX                        | 6     | 4  | 1  | 1  | -  |

### Légende
|  | Clubs qualifiés pour le 1re tour |

### Résultats
Ces rencontres sont jouées le dimanche 27 juillet 2021.
- 6 équipes, 3 rencontres.

| Tour | N°  | Équipe 1                        | Équipe 2                              | Score 90 min | T au B |
| ---- | --- | ------------------------------- | ------------------------------------- | ------------ | ------ |
| TP   | 001 | Union Bossière Gembloux (Nam-2) | Red Star Fernelmont-Hemptinne (Nam-1) | 2-2          | 5-3    |
| TP   | 002 | K. FC MZ Tollembeek (VBt-3)     | K. AV Dendermonde (OVl-1)             | 0-3          |        |
| TP   | 003 | FC Helson Helchteren (Lim-1)    | K. FC Wezel Sport (Anv-1)             | 2-3          |        |

- Le club d'Union Bossière Gembloux (6454) est le résultat d’une fusion, au 1er juillet 2021 entre le R. CS Bossièrois (6454) et le R. Gembloux Sports (2235).

Pour un article plus général, voir Coupe de Belgique de football 2021-2022.

## Premier tour
Ce premier tour est programmé le dimanche 1er août 2021, mais quelques matchs sont avancés au samedi 31 juillet 2021.
- 220 équipes (63 clubs de Division 3 + 157 cercles provinciaux), 110 rencontres.
  - 17 clubs de Division 3 passent à la trappe dès ce premier tour.
  - La Province de Liège se présente au « 2e tour » avec au moins un représentant de chacune des six divisions possibles de la Division 2 à la P4.

### Légende
|  | Clubs qualifiés pour le 1re tour |

### Répartition par divisions
| Provinces                       | Total | D3 | P1 | P2 | P3 | P4  |
| ------------------------------- | ----- | -- | -- | -- | -- | --- |
| Province d'Anvers               | 29    | 9  | 8  | 4  | 7  | 1   |
| Province du Brabant flamand     | 22    | 6  | 6  | 5  | 5  | 0   |
| Province du Brabant wallon      | 5     | 2  | 3  | 0  | 0  | 0   |
| Bruxelles ACFF                  | 12    | 2  | 9  | 1  | 0  | 0   |
| Province de Flandre-Occidentale | 20    | 3  | 12 | 3  | 1  | 1   |
| Province de Flandre-Orientale   | 29    | 9  | 12 | 6  | 1  | 1   |
| Province de Hainaut             | 25    | 9  | 6  | 8  | 2  | 0   |
| Province de Liège               | 24    | 8  | 5  | 6  | 3  | 2   |
| Province de Limbourg            | 21    | 5  | 7  | 4  | 3  | 2   |
| Province de Luxembourg          | 17    | 5  | 6  | 6  | 0  | N/A |
| Province de Namur               | 16    | 5  | 6  | 5  | 0  | 0   |
| TOTAUX                          | 220   | 63 | 80 | 48 | 22 | 7   |

### Résultats

#### Groupe 1
- 4 clubs de D3 Amateur + 24 clubs provinciaux
  - Provinces représentées: Flandre occidentale, Flandre orientale et Hainaut

| Tour | N° | Équipe 1                             | Équipe 2                           | Score 90 min | T au B |
| ---- | -- | ------------------------------------ | ---------------------------------- | ------------ | ------ |
| T1   | 4  | K. Excelsior Zedelgem (WVl-1)        | K. SC Wielsbeke (WVl-1)            | 3-3          | 3-7    |
| T1   | 5  | K. VV Koksijde-Oostduinkerke (WVl-4) | AC Estaimbourg (Hai-2)             | 2-2          | 4-3    |
| T1   | 6  | R. US Herseautoise (Hai-2)           | AS Club Havinnes (Hai-2)           | 2-2          | 4-3    |
| T1   | 7  | K. SV Diksmuide (WVl-1)              | K. SV Anzegem (D3)                 | 2-1          |        |
| T1   | 8  | K. SV Wevelgem City (WVl-2)          | AS Obigies (Hai-2)                 | 5-1          |        |
| T1   | 9  | K. VC SV Oostkamp (D3)               | K. RC Lauwe (WVl-1)                | 4-0          |        |
| T1   | 10 | R. FC Tournai (D3)                   | K. Racing Waregem (WVl-1)          | 0-1          |        |
| T1   | 11 | K. Eendracht Wervik (WVl-1)          | K. VV Eendracht Aalter (OVl-1)     | 2-1          |        |
| T1   | 12 | SK Roeselare Daisel (WVl-1)          | K. SC Blankenberge (WVl-1)         | 1-1          | 1-3    |
| T1   | 13 | K. SV Rumbeke (WVl-1)                | K. Sassport Boezinge (WVl-1)       | 2-1          |        |
| T1   | 14 | VK Adegem (OVl-2)                    | K. Woudsport Houthulst (WVl-2)     | 1-5          |        |
| T1   | 15 | Jong Zulte (OVl-4)                   | Voorwaarts Zwevezele « B » (WVl-2) | 1-1          | 3-2    |
| T1   | 16 | Three Stars Club Proven (WVl-3)      | K. White Star Club Lauwe (WVl-1)   | 1-3          |        |
| T1   | 17 | KM Torhout (D3)                      | K. SK Oostnieuwkerke (WVl-1)       | 1-1          | 4-5    |

- L'appellation K. VV Koksijde-Oostduinkerke (3841) résulte d’une union entre le K. VV Oostduinkerke (3841) et le K. VV Coxyde (1934). Il ne s’agit pas d’une fusion au sens réglementaire du terme. Le K. VV Coxyde est démissionné de la fédération le 1er juillet 2020 [9]Le « KVVKO » n’a guère le temps de se tester puisque la saison 2020-2021 est rapidement arrêtée avant d’être annulée. En janvier 2021, le matricule 3814 annonce qu’il descend volontairement en « P4 », c’est-à-dire tout en bas de l’échelle hiérarchique [10].
- Le SK Roeselare-Daisel (8264) est le fruit d’une fusion au 1er juillet 2021 entre le VK Dadizele (8264) et l'ASBL KSV Roeselare Jeugd, concrètement les équipes d’âge de l’ancien matricule 134, déclaré en faillite en septembre 2020. L’équipe « A » du matricule 8264 évolue au Schierveldestadion. [11].

#### Groupe 2
- 9 clubs de D3 Amateur + 17 clubs provinciaux
  - Provinces représentées: Brabant flamand, Flandre orientale

| Tour | N° | Équipe 1                                    | Équipe 2                            | Score 90 min | T au B  |
| ---- | -- | ------------------------------------------- | ----------------------------------- | ------------ | ------- |
| T1   | 18 | SK Denderhoutem (OVl-1)                     | FC Eeklo Meetjesland (OVl-2)        | 4-0          |         |
| T1   | 19 | K. VK Svelta Melsele (D3)                   | SK Berlare (OVl-1)                  | 0-5          | Forfait |
| T1   | 20 | K. VV Vlaamse Ardennen (OVl-1)              | FC Voorde-Appelterre (D3)           | 2-2          | 3-1     |
| T1   | 21 | SK Munkzwalm (OVl-1)                        | K. FC Hoger Op Kalken (OVl-1)       | 0-4          |         |
| T1   | 22 | K. SC Excelsior Mariakerke (OVl-1)          | K. AV Dendermonde (OVl-1)           | 2-1          |         |
| T1   | 23 | FC Lebbeke (D3)                             | K. FC St-Martens-Latem (OVl-1)      | 2-0          |         |
| T1   | 24 | Eendracht Elene-Grotenberge (OVl-1)         | Herleving Red Star Haasdonk (OVl-1) | 5-0          |         |
| T1   | 25 | K. FC Vigor Wuitens Hamme (D3)              | K. FC Wambeek Ternat (VBt-1)        | 1-0          |         |
| T1   | 26 | K. VV Schelde Serskamp-Schellebelle (OVl-3) | Avanti Stekene (D3)                 | 5-0          | Forfait |
| T1   | 27 | SK Sint-Niklaas (D3)                        | K. FC Eendracht Zele (OVl-1)        | 2-1          |         |
| T1   | 28 | K. Vlaamse VV St-Denijs Sport (OVl-2)       | SK Lochristi (D3)                   | 0-6          |         |
| T1   | 29 | FC Galmaarden (VBt-2)                       | K. VC Jong Lede (D3)                | 0-2          |         |
| T1   | 30 | K. FC Olympic Burst (OVl-2)                 | Erpe-Mere United (D3)               | 1-2          |         |

- Avec neuf joueurs testés positifs au Covid, le club du K. VK Svelta Melsele a sollicité le report de son entrée en Coupe de Belgique. La fédération a refusé la remise du match et ainsi contraint le « Svelta » a déclaré forfait. Une décision qui fait dire aux dirigeants de ce club: « Nous sommes punis pour avoir été honnêtes ! »[12]
- Le forfait subi par le club d'Avanti Stekene fait suite au fait qu'un joueur (usuellement titulaire) de ce cercle a été testé positif au Covid-19[13].

#### Groupe 3
- 11 clubs de D3 Amateur + 17 clubs provinciaux
  - Provinces représentées: Brabant flamand, Brabant wallon, Région bruxelloise et Hainaut

| Tour | N° | Équipe 1                           | Équipe 2                               | Score 90 min | T au B |
| ---- | -- | ---------------------------------- | -------------------------------------- | ------------ | ------ |
| T1   | 31 | R. Léopold Club Hornu (Hai-1)      | CS Pays Vert Ostiches-Ath (D3)         | 0-3          |        |
| T1   | 32 | R. AS Morlanwelz (Hai-1)           | R. US St-Ghislain Tertre-Hautrage (D3) | 3-1          |        |
| T1   | 33 | R. US Beloeil (Hai-1)              | Alliance FC Evere (BtW-2)              | 2-1          |        |
| T1   | 34 | AS Montigny (Hai-3)                | R. FC Rapid Symphorinois (D3)          | 0-4          |        |
| T1   | 35 | Renaissance AEC Mons « A » (D3)    | BX Brussels (BtW-1)                    | 8-1          |        |
| T1   | 36 | R. FC Genappe (BtW-1)              | R. Ixelles SC (BtW-1)                  | 3-0          |        |
| T1   | 37 | FC Harchies-Bernissart (Hai-3)     | R. CS Nivellois (BtW-1)                | 2-0          | Arrêté |
| T1   | 38 | Renaissance AEC Mons « B » (Hai-2) | R. Olympic FC Stockel (D3)             | 1-0          |        |
| T1   | 39 | CS Entité Manageoise (D3)          | Eendracht RC Hoeilaart (VBt-2)         | 0-0          | 5-6    |
| T1   | 40 | Crossing Schaerbeek (D3)           | Union Lasne Ohain (BtW-1)              | 1-1          | 4-2    |
| T1   | 41 | K. FC Rhodienne-De Hoek (D3)       | R. RC d’Etterbeek (BtW-1)              | 3-1          |        |
| T1   | 42 | R. CS Brainois (D3)                | R. Léopold FC (BtW-1)                  | 3-1          |        |
| T1   | 43 | R. AS Pays Blanc Antoinien (Hai-1) | Tempo Overijse (D3)                    | 0-4          |        |
| T1   | 44 | R. US Binche (D3)                  | FC de Vacresse (Hai-2)                 | 8-0          |        |

- Le match opposant FC Harchies-Bernisart et le R. CS Nivellois a du être arrêté après 17 minutes de jeu alors que le score était  déjà de « 2-0 » pour le cercle de P3. C'est un violent orage accompagné de pluies torrentielles qui est la cause de l'interruption contrainte. Ne pouvant reprendre (terrain gorgé d'eau), ce duel de Coupe doit être rejouer, en inversant l'ordre du tirage au sort, le mercredi 4 août 2021 en soirée[14].

#### Groupe 3 - à rejouer
Une rencontre, arrêtée en raison des conditions climatiques, doit être rejouée le mercredi 4 août 2021. Conformément au règlement de l'épreuve, l'ordre du tirage au sort est alors inversé.
| Tour | N° | Équipe 1                | Équipe 2                       | Score 90 min | T au B |
| ---- | -- | ----------------------- | ------------------------------ | ------------ | ------ |
| T1   | 37 | R. CS Nivellois (BtW-1) | FC Harchies-Bernissart (Hai-3) | 1-2          |        |

#### Groupe 4
- 3 clubs de D3 Amateur + 25 clubs provinciaux
  - Provinces représentées: Anvers, Brabant flamand, Région bruxelloise et Flandre orientale

| Tour | N° | Équipe 1                            | Équipe 2                               | Score 90 min | T au B |
| ---- | -- | ----------------------------------- | -------------------------------------- | ------------ | ------ |
| T1   | 45 | K. Hoger Op Wolvertem Merchtem (D3) | K. VK Wemmel (VBt-2)                   | 2-1          |        |
| T1   | 46 | K. Olympia FC Rupelmonde (OVl-2)    | SK Rapid Leest (Anv-1)                 | 0-4          |        |
| T1   | 47 | K. FC Ranst (Anv-1)                 | Willebroekse SV (Anv-3)                | 3-1          |        |
| T1   | 48 | Stade Everois RC (BtW-1)            | K. Kontich FC (Anv-1)                  | 2-2          | 10-11  |
| T1   | 49 | Excelsior Mariaburg (Anv-3)         | K. FC Herent (VBt-2)                   | 1-3          |        |
| T1   | 50 | Standaard Meerbeek (VBt-3)          | VC Groot Dilbeek (VBt-2)               | 2-0          |        |
| T1   | 51 | FC St-Jozef Londerzeel (VBt-3)      | K. FC Eppegem (D3)                     | 1-6          |        |
| T1   | 52 | K. FC Sint-Job (Anv-2)              | K. SC Grimbergen (VBt-1)               | 1-1          | 7-6    |
| T1   | 53 | VC Bertem-Leefdaal (VBt-1)          | FC Kosova Schaerbeek (BtW-1)           | 1-3          |        |
| T1   | 54 | K. FC Broechem (Anv-2)              | FC Saint-Josse (BtW-1)                 | 0-0          | 4-5    |
| T1   | 55 | K. SV Bornem (Anv-1)                | K. Berchem Sport 2004 « B » (Anv-3)    | 2-1          |        |
| T1   | 56 | FC Schaerbeek (BtW-1)               | K. RC Mechelen (D3)                    | 1-4          |        |
| T1   | 57 | Sporting Bruxelles (BtW-1)          | K. FC Jong Vlaanderen Kruibeke (OVl-2) | 2-0          |        |
| T1   | 58 | Racing VC Hoboken (Anv-2)           | K. Schelle Sport (Anv-3)               | 1-0          |        |

#### Groupe 5
- 7 clubs de D3 Amateur + 19 clubs provinciaux
  - Provinces représentées: Brabant flamand, Brabant wallon, Hainaut, Namur

| Tour | N° | Équipe 1                                         | Équipe 2                        | Score 90 min | T au B |
| ---- | -- | ------------------------------------------------ | ------------------------------- | ------------ | ------ |
| T1   | 59 | R. CS. Andennais (Nam-1)                         | R. Gosselies Sports(D3)         | 1-1          | 4-3    |
| T1   | 60 | R. FC Meux « B » (Nam-1)                         | R. CS Onhaye (D3)               | 0-4          |        |
| T1   | 61 | R. JS Taminoise (D3)                             | FC Malonne 2000 (Nam-1)         | 6-1          |        |
| T1   | 62 | K. Vliegende Zwaluwen Glabbeek-Zuurbemde (VBt-3) | R. FC Sart-Bernard (Nam-2)      | 0-1          |        |
| T1   | 63 | K. SC Hoegaarden-Outgaarden (VBt-1)              | Union Bossière Gembloux (Nam-2) | 3-1          |        |
| T1   | 64 | K. Hoger-Op Bierbeek (VBt-1)                     | Union Namur (D3)                | 2-1          |        |
| T1   | 65 | OC Nismes (Nam-1)                                | R. US Flavion-Morialmé (Nam-1)  | 2-3          |        |
| T1   | 66 | R. Jeunesse Aischoise (D3)                       | R. Arquet FC (Nam-2)            | 3-2          |        |
| T1   | 67 | Erpion-Lacs Lacs de l’Eau d’Heure (Hai-2)        | VK Linden (VBt-1)               | 1-6          |        |
| T1   | 68 | R. US Courcelloise (Hai-2)                       | US Walcourt (Nam-2)             | 5-0          |        |
| T1   | 69 | R. AS Jodoigne (D3)                              | SC Montignies (Hai-1)           | 3-1          |        |
| T1   | 70 | Crossing Vissenaken (VBt-3)                      | R. FC Rhisnois (Nam-2)          | 1-1          | 4-3    |
| T1   | 71 | FC Snef (Hai-1)                                  | Pont-A-Celles-Buzet (D3)        | 1-0          |        |

#### Groupe 6
- 10 clubs de D3 Amateur + 18 clubs provinciaux
  - Provinces représentées: Liège, Luxembourg et Namur

| Tour | N° | Équipe 1                           | Équipe 2                           | Score 90 min | T au B  |
| ---- | -- | ---------------------------------- | ---------------------------------- | ------------ | ------- |
| T1   | 72 | R. RC Mormont (D3)                 | UR St-Louis Saint-Léger (Lux-2)    | 6-0          |         |
| T1   | 73 | Jeunesse Freylangeoise (Lux-1)     | R. Aywaille FC (D3)                | 0-2          |         |
| T1   | 74 | FCB Sprimont « B » (Liè-1)         | Union Rochefortoise (D3)           | 0-3          |         |
| T1   | 75 | R. Léopold Club Bastogne (Lux-1)   | R. OC Meix-devant-Virton (Lux-1)   | 1-1          | 6-5     |
| T1   | 76 | R. FC St-Hubert (Lux-2)            | R. SC Habay-la- Neuve (D3)         | 1-6          |         |
| T1   | 77 | R. Tenneville Sports (Lux-2)       | R. ES Vaux (Lux-1)                 | 1-1          | 3-5     |
| T1   | 78 | R. US Gouvy (D3)                   | R. FC Messancy (Lux-2)             | 1-1          | 0-3     |
| T1   | 79 | R. Ent. Sp. Wanze/Bas-Oha (D3)     | Chevetogne Football (Nam-1)        | 1-2          |         |
| T1   | 80 | R. Alliance FC Oppagne-Weris (D3)  | R. Spa FC (Liè-3)                  | 5-0          | Forfait |
| T1   | 81 | JS Fizoise (Liè-1)                 | FCB Sprimont « A » (D3)            | 0-2          |         |
| T1   | 82 | R. FC Huy (D3)                     | R. Ent. Sp. Melreux-Hotton (Lux-2) | 6-2          |         |
| T1   | 83 | FC Arlon (Lux-1)                   | FC Bercheux (Lux-2)                | 4-1          |         |
| T1   | 84 | R. Marloie Sport (D3)              | R. OC Rochois (Lux-1)              | 4-0          |         |
| T1   | 85 | FC Ster-Francorchamps «B » (Liè-4) | Huccorgne Sports (Liè-2)           | 3-1          |         |

#### Groupe 7
- 12 clubs de D3 Amateur + 16 clubs provinciaux
  - Provinces représentées: Anvers, Brabant flamand et Limbourg

| Tour | N° | Équipe 1                      | Équipe 2                             | Score 90 min | T au B |
| ---- | -- | ----------------------------- | ------------------------------------ | ------------ | ------ |
| T1   | 86 | K. AC Betekom (D3)            | FC Punt-Larum (Anv-3)                | 2-0          |        |
| T1   | 87 | K. FC Witgoor Sport (D3)      | K. FC St-Jozef Rijkevorsel (Anv-3)   | 5-0          |        |
| T1   | 88 | K. FC Esperanza Pelt (D3)     | K. FC Verbroedering Lommel (Lim-3)   | 3-0          |        |
| T1   | 89 | K. FC Eksel (Lim-1)           | K. VV Lummen (Lim-4)                 | 3-0          |        |
| T1   | 90 | K Berg en Dal VV (Anv-1)      | K. VV Ons Genoegen Vorselaar (Anv-1) | 2-0          |        |
| T1   | 91 | K. VC Lille United (D3)       | K. SV Oud-Turnhout (Anv-4)           | 2-0          |        |
| T1   | 92 | K. SAV St-Dimpna Geel (Anv-1) | K. FC Zwarte Leeuw (D3)              | 1-1          | 2-3    |
| T1   | 93 | FC Berlaar-Heikant (D3)       | K. FC Vrijheid Herselt (Anv-2)       | 1-0          |        |
| T1   | 94 | K. FC Turnhout (D3)           | FC Torpedo Hasselt (Lim-1)           | 3-2          |        |
| T1   | 95 | K. VK Beringen (D3)           | K. FC Wezel Sport (Anv-1)            | 1-2          |        |
| T1   | 96 | K. SK Waanrode (VBt-3)        | K. FC Sint Lenaarts (D3)             | 0-5          |        |
| T1   | 97 | K. FC Nijlen (D3)             | K. Noordstar VV (Anv-3)              | 12-1         |        |
| T1   | 98 | K. Achel VV (Lim-1)           | K. FC De Kempen TL (D3)              | 0-2          |        |
| T1   | 99 | K. FC Diest (D3)              | K. Stal Sport Koersel (Lim-2)        | 7-1          |        |

#### Groupe 8
- 7 clubs de D3 Amateur + 21 clubs provinciaux
  - Provinces représentées: Liège et Limbourg

| Tour | N°  | Équipe 1                              | Équipe 2                               | Score 90 min | T au B |
| ---- | --- | ------------------------------------- | -------------------------------------- | ------------ | ------ |
| T1   | 100 | FC Herstal (D3)                       | R. Étoile Elsautoise (Liè-1)           | 3-1          |        |
| T1   | 101 | R. FC Tilleur ((Liè-3)                | RC Vaux-Chaudfontaine (Liè-2)          | 3-1          |        |
| T1   | 102 | Bregel Sport (Lim-1)                  | Stade Disonais (D3)                    | 3-1          |        |
| T1   | 103 | FC Trois-Frontières (Liè-2)           | R. Aubel FC « B » (Liè-2)              | 5-1          |        |
| T1   | 104 | R. Entente Rechaintoise (Liè-1)       | K. EWS Schoonbeek-Beverst (Lim-1)      | 2-2          | 5-4    |
| T1   | 105 | R. FC Raeren-Eynatten (D3)            | AC Hombourg (Liè-2) (D3)               | 2-0          |        |
| T1   | 106 | K. VK Wellen (D3)                     | R. CS Sart Tilman (Liè-3)              | 5-0          |        |
| T1   | 107 | K.Union FC Rutten (Lim-4)             | VC Eendracht Mechelen a/d Maas (Lim-1) | 1-7          |        |
| T1   | 108 | R. Entente Blégnytoise « B » (Liè-4)  | FC United Richelle (D3)                | 0-4          |        |
| T1   | 109 | R. Espoir Minérois (Liè-2)            | K. Kabouters Opglabbeek (Lim-2)        | 2-1          |        |
| T1   | 110 | Eendracht Henis (Lim-2)               | Rapid Dappere Kampers Gravelo (Lim-2)  | 1-3          |        |
| T1   | 111 | R. Aubel FC (Liè-1)                   | K. VV Weerstand Koersel (D3)           | 1-1          | 4-2    |
| T1   | 112 | St-Laurentius Wurfeld Maaseik (Lim-3) | K. VV Zepperen-Brustem (Lim-1)         | 0-5          |        |
| T1   | 113 | K. Grimbie 69 (Lim-3)                 | Eendracht Termien (D3)                 | 2-9          |        |

- La rencontre n°101 lors de laquelle le RC Vaux-Chaudfontaine doit recevoir le R. FC Tilleur est inversée. Le match se joue au stade de Buraufosse car les installations de Vaux-Chaudfontaine ont subi bien trop de dégâts lors des graves inondations qui ont touché la Province de Liège du 15 au 17 juillet 2021 [15].

Pour un article plus général, voir Coupe de Belgique de football 2021-2022.

## Deuxième tour
Ces 79 rencontres sont programmées le dimanche 8 août 2021, mais quelques matchs (indiqués « T2-S ») sont joués le samedi 7 août 2021.
- 158 équipes, soit 48 formations de Division 2 Amateur et les 110 qualifiés du « Premier tour ».
  - Huit cercles du 4e niveau ne franchissent pas ce tour.

### Légende
|  | Clubs qualifiés pour le 1re tour |

### Répartition par divisions
| Provinces                       | Total | D2 | D3 | P1 | P2 | P3 | P4 |
| ------------------------------- | ----- | -- | -- | -- | -- | -- | -- |
| Province d'Anvers               | 23    | 6  | 9  | 6  | 2  | 0  | 0  |
| Province du Brabant flamand     | 17    | 4  | 6  | 3  | 2  | 2  | 0  |
| Province du Brabant wallon      | 5     | 2  | 2  | 1  | 0  | 0  | 0  |
| Bruxelles ACFF                  | 6     | 2  | 1  | 3  | 0  | 0  | 0  |
| Province de Flandre-Occidentale | 18    | 6  | 1  | 8  | 2  | 0  | 1  |
| Province de Flandre-Orientale   | 25    | 11 | 6  | 6  | 0  | 1  | 1  |
| Province de Hainaut             | 13    | 2  | 4  | 3  | 3  | 1  | 0  |
| Province de Liège               | 18    | 6  | 6  | 2  | 2  | 1  | 1  |
| Province de Limbourg            | 13    | 5  | 3  | 4  | 1  | 0  | 0  |
| Province de Luxembourg          | 10    | 2  | 4  | 3  | 1  | 0  | 0  |
| Province de Namur               | 10    | 2  | 4  | 3  | 1  | 0  | 0  |
| TOTAUX                          | 158   | 48 | 46 | 42 | 14 | 5  | 3  |

### Résultats
| Tour | N°  | Équipe 1                                   | Équipe 2                                    | Score 90 min | T au B |
| ---- | --- | ------------------------------------------ | ------------------------------------------- | ------------ | ------ |
| T2   | 114 | Solières Sport (D2)                        | FC Ster-Francorchamps «B » (Liè-4)          | 1-0          |        |
| T2   | 115 | K. Woudsport Houthulst (WVl-2)             | SK Rapid Leest (Anv-1)                      | 3-0          |        |
| T2   | 116 | R. US Herseautoise (Hai-2)                 | FC United Richelle (D3)                     | 0-5          |        |
| T2   | 117 | SV Belisia Bilzen (D2)                     | R. Alliance FC Oppagne-Weris (D3)           | 4-0          |        |
| T2   | 118 | SK Sint-Niklaas (D3)                       | K. SK Londerzeel (D2)                       | 2-2          | 3-4    |
| T2   | 119 | R. FC Warnant (D2)                         | K. FC Vigor Wuitens Hamme (D3)              | 1-0          |        |
| T2   | 120 | VC Eendracht Mechelen a/d Maas (Lim-1)     | FC Ganshoren (D2)                           | 0-3          |        |
| T2   | 121 | K. FC Sparta Petegem (D2)                  | Standaard Meerbeek (VBt-3)                  | 8-0          |        |
| T2   | 122 | R. Entente Rechaintoise (Liè-1)            | K. SV Bornem (Anv-1)                        | 1-5          |        |
| T2   | 123 | K. Hoger Op Wolvertem Merchtem (D3)        | K. Berchem Sport 2004 (D2)                  | 2-1          |        |
| T2   | 124 | R. Entente Durbuy (D2)                     | K. VC Jong Lede (D3)                        | 1-2          |        |
| T2   | 125 | K. SK Ronse (D2)                           | K. FC Wezel Sport (Anv-1)                   | 1-3          |        |
| T2-S | 126 | FC Gullegem (D2)                           | K. FC Eppegem (D3)                          | 2-0          |        |
| T2   | 127 | SK Denderhoutem (OVl-1)                    | Union Rochefortoise (D3)                    | 2-4          |        |
| T2   | 128 | K. SC Dikkelvenne (D2)                     | R. FC Sart-Bernard (Nam-2)                  | 4-0          |        |
| T2-S | 129 | FC Trois-Frontières (Liè-2)                | K. Eendracht Wervik (WVl-1)                 | 0-7          |        |
| T2   | 130 | K. FC Ranst (Anv-1)                        | SK Pepingen-Halle (D2)                      | 0-4          |        |
| T2   | 131 | Erpe-Mere United (D3)                      | R. Jeunesse Aischoise (D3)                  | 1-2          |        |
| T2   | 132 | R. US Rebecquoise (D2)                     | FC Harchies-Bernissart (Hai-3)              | 10-1         |        |
| T2   | 133 | Bregel Sport (Lim-1)                       | K. VK Wellen (D3)                           | 1-2          |        |
| T2   | 134 | R. FC Meux (D2)                            | R. JS Taminoise (D3)                        | 1-2          |        |
| T2-S | 135 | Tempo Overijse (D3)                        | R. CS Brainois (D3)                         | 1-1          | 1-2    |
| T2-S | 136 | R. Union Tubize B-L-C (D2)                 | Racing VC Hoboken (Anv-2)                   | 3-0          |        |
| T2   | 137 | R. RC Mormont (D3)                         | Renaissance AEC Mons « A » (D3)             | 0-3          |        |
| T2   | 138 | K. RC Gent (D2)                            | FC Saint-Josse (BtW-1)                      | 2-1          |        |
| T2   | 139 | R. AS Morlanwelz (Hai-1)                   | RAAL La Louvière (D2)                       | 0-10         |        |
| T2-S | 140 | K. Olympia SC Wijgmaal (D2)                | K. FC Zwarte Leeuw (D3)                     | 1-1          | 4-5    |
| T2   | 141 | R. Léopold Club Bastogne (Lux-1)           | K. FC Witgoor Sport (D3)                    | 1-3          |        |
| T2   | 142 | K. VC SV Oostkamp (D3)                     | K. SC Eendracht Aalst (D2)                  | 2-2          | 4-5    |
| T2   | 143 | K. Hoger-Op Bierbeek (VBt-1)               | K. VV Koksijde-Oostduinkerke (WVl-4)        | 2-0          |        |
| T2   | 144 | K. SC Blankenberge (WVl-1)                 | K. SV Rumbeke (WVl-1)                       | 0-0          | 7-8    |
| T2-S | 145 | K. AC Betekom (D3)                         | K. Diegem Sport (D2)                        | 0-3          |        |
| T2-S | 146 | K. VC Lille United (D3)                    | K. OLSA Brakel (D2)                         | 0-3          |        |
| T2   | 147 | R. CS. Andennais (Nam-1)                   | K. Racing Waregem (WVl-1)                   | 2-2          | 2-4    |
| T2   | 148 | K. VK Westhoek (D2)                        | K. SC Excelsior Mariakerke (OVl-1)          | 4-1          |        |
| T2   | 149 | FC Snef (Hai-1)                            | K. Bocholter VV (D2)                        | 0-4          |        |
| T2   | 150 | R. RC Stockay-Warfusée (D2)                | R. FC Messancy (Lux-2)                      | 2-0          |        |
| T2   | 151 | CS Pays Vert Ostiches-Ath (D3)             | R. Stade Waremmien FC (D2)                  | 2-3          |        |
| T2   | 152 | Eendracht Elene-Grotenberge (OVl-1)        | K. FC Turnhout (D3)                         | 1-0          |        |
| T2   | 153 | K. FC Herent (VBt-2)                       | R. FC Rapid Symphorinois (D3)               | 2-3          |        |
| T2   | 154 | K. VV Zepperen-Brustem (Lim-1)             | K. FC Eksel (Lim-1)                         | 1-2          |        |
| T2   | 155 | K. Lyra-Lierse Berlaar (D2)                | Jong Zulte (OVl-4)                          | 8-2          |        |
| T2   | 156 | Chevetogne Football (Nam-1)                | K. SC City Pirates Antwerpen (D2)           | 1-3          |        |
| T2   | 157 | R. US Binche (D3)                          | R. SCUP Dieleghem Jette (D2)                | 0-0          | 4-2    |
| T2   | 158 | R. FC Raeren-Eynatten (D3)                 | SK Berlare (OVl-1)                          | 2-0          |        |
| T2   | 159 | K. Sporting Hasselt (D2)                   | R. US Beloeil (Hai-1)                       | 6-0          |        |
| T2   | 160 | R. Entente Acren Lessines (D2)             | FCB Sprimont « A » (D3)                     | 2-2          | 4-2    |
| T2   | 161 | Rapid Dappere Kampers Gravelo (Lim-2)      | K. SC Hoegaarden-Outgaarden (VBt-1)         | 1-1          | 3-4    |
| T2   | 162 | FC Arlon (Lux-1)                           | K. VV Schelde Serskamp-Schellebelle (OVl-3) | 1-0          |        |
| T2   | 163 | FC Kosova Schaerbeek (BtW-1)               | Eendracht RC Hoeilaart (VBt-2)              | 3-0          |        |
| T2   | 164 | FC Herstal (D3)                            | R. SC Habay-la- Neuve (D3)                  | 1-1          | 4-5    |
| T2   | 165 | R. Aubel FC (Liè-1)                        | K. SC Toekomst Menen (D2)                   | 0-2          |        |
| T2   | 166 | R. CS Verlaine (D2)                        | R. Espoir Minérois (Liè-2)                  | 3-0          |        |
| T2-S | 167 | K. FC Nijlen (D3)                          | K Berg en Dal VV (Anv-1)                    | 0-3          |        |
| T2-S | 168 | K. RC Mechelen (D3)                        | K. FC Sint-Job (Anv-2)                      | 6-0          |        |
| T2   | 169 | Crossing Schaerbeek (D3)                   | K. SK Tongeren (D2)                         | 0-2          |        |
| T2   | 170 | FC Lebbeke (D3)                            | K. SV Wevelgem City (WVl-2)                 | 1-1          | 3-2    |
| T2   | 171 | R. US Courcelloise (Hai-2)                 | K. FC Merelbeke (D2)                        | 0-2          |        |
| T2-S | 172 | VK Ninove (D2)                             | FC Berlaar-Heikant (D3)                     | 4-0          |        |
| T2   | 173 | K. SV Diksmuide (WVl-1)                    | K. FC Rhodienne-De Hoek (D3)                | 2-0          |        |
| T2   | 174 | R. FC Wetteren (D2)                        | K. FC Esperanza Pelt (D3)                   | 0-0          | 4-2    |
| T2   | 175 | K. White Star Club Lauwe (WVl-1)           | R. FC Genappe (BtW-1)                       | 3-2          |        |
| T2   | 176 | K. VC Houtvenne (D2)                       | R. Aywaille FC (D3)                         | 4-1          |        |
| T2   | 177 | R. FC Huy (D3)                             | R. Marloie Sport (D3)                       | 2-0          |        |
| T2-S | 178 | Hoogstraten VV (D2)                        | K. Kontich FC (Anv-1)                       | 2-0          |        |
| T2   | 179 | K. SK Oostnieuwkerke (WVl-1)               | R. US Givry (D2)                            | 0-2          |        |
| T2   | 180 | R. CS Onhaye (D3)                          | Sporting Bruxelles (BtW-1)                  | 5-2          |        |
| T2   | 181 | K. RC Harelbeke (D2)                       | R. US Flavion-Morialmé (Nam-1)              | 3-1          |        |
| T2-S | 182 | Renaissance AEC Mons « B » (Hai-2)         | K. SV Oudenaarde (D2)                       | 0-7          |        |
| T2   | 183 | K. FC De Kempen TL (D3)                    | R. ES Vaux (Lux-1)                          | 5-0          |        |
| T2   | 184 | R. Ent. Sp. Couvin-Mariembourg Fraire (D2) | K. FC Sint Lenaarts (D3)                    | 1-2          |        |
| T2   | 185 | SK Lochristi (D3)                          | K. VV Zelzate (D2)                          | 0-0          | 3-4    |
| T2   | 186 | K. FC Diest (D3)                           | K. FC Hoger Op Kalken (OVl-1)               | 0-0          | 5-4    |
| T2   | 187 | K. VV Vlaamse Ardennen (OVl-1)             | Eendracht Termien (D3)                      | 1-2          |        |
| T2   | 188 | VK Linden (VBt-1)                          | R. Cappellen FC (D2)                        | 0-2          |        |
| T2   | 189 | RC Hadès Hasselt (D2)                      | K. SC Wielsbeke (WVl-1)                     | 4-2          |        |
| T2   | 190 | K. SC Lokeren-Temse (D2)                   | Crossing Vissenaken (VBt-3)                 | 3-0          |        |
| T2   | 191 | R. AS Jodoigne (D3)                        | R. RC Hamoir (D2)                           | 1-1          | 3-1    |
| T2   | 192 | R. FC Tilleur ((Liè-3)                     | K. SK Voorwaarts Zwevezele (D2)             | 2-5          |        |

## Troisième tour
Ces 48 rencontres sont jouées le dimanche 15 août 2021, mais quelques matchs sont avancés au samedi 14 août 2021.
Etant donné que le « Championnat de D1B » débute ce même week-end, les deux clubs de  cette série qui commencent leur parcours ont reprogrammé leur rencontre de Coupe. Le Lierse Kempenzonen (match n° 231) joue le mardi 17 août 2021 à Tessenderlo, tandis que l'Excelsior Virton (match n° 218) se produit le mercredi 18 août 2021 à Londerzeel.
C'est par contre pour des raisons de sécurité que le match n°225 a été décalé au mercredi suivant. Initialement, le R. FC de Liège aurait souhaité l'inversion du tirage au sort. Assuré d'une plus grosse recette aux guichets partagé en coupe de Belgique), la JS Taminoise aurait accepté , mais les autorités liégeoises n'ont  pas accepté par manque de disponibilités des Forces de Police déjà très sollicitée en ce week-end du 15 août 2021. De leur côté, le Conseil communal de Sambreville et les Forces de Police de cette zone ne souhaitaient une trop grande affluence de fans Sang & Marine, réputés « turbulents », pour des raisons assez proches de leur collèges liégeois . La partie est reprogrammée le mercredi 18 août 2021 à 19h00.
- 96 équipes, soit 2 cercles de Division 1B (Proximus League), 15 clubs de Nationale 1 et  les 79 qualifiés du « Deuxième tour », répartis en 40 clubs de Division 1 , 24 clubs de Division 3 et 15 clubs provinciaux (14x P1 et 1x P2).

### Légende
|  | Clubs qualifiés pour le 1re tour |

### Répartition par divisions
| Provinces                       | Total | II | N1 | D2 | D3 | P1 | P2 |
| ------------------------------- | ----- | -- | -- | -- | -- | -- | -- |
| Province d'Anvers               | 17    | 1  | 3  | 5  | 5  | 3  | 0  |
| Province du Brabant flamand     | 8     | -  | 1  | 3  | 2  | 2  | 0  |
| Province du Brabant wallon      | 5     | -  | 1  | 0  | 2  | 2  | 0  |
| Bruxelles ACFF                  | 2     | -  | 0  | 1  | 0  | 1  | 0  |
| Province de Flandre-Occidentale | 14    | -  | 3  | 5  | 0  | 5  | 1  |
| Province de Flandre-Orientale   | 15    | -  | 1  | 11 | 2  | 1  | 0  |
| Province de Hainaut             | 8     | -  | 3  | 2  | 3  | 0  | 0  |
| Province de Liège               | 10    | -  | 2  | 5  | 3  | 0  | 0  |
| Province de Limbourg            | 10    | -  | 2  | 5  | 2  | 1  | 0  |
| Province de Luxembourg          | 4     | 1  | 0  | 1  | 1  | 1  | 0  |
| Province de Namur               | 4     | -  | 0  | 0  | 4  | 0  | 0  |
| TOTAUX                          | 96    | 2  | 15 | 40 | 24 | 14 | 1  |

### Résultats
- L'ordre initial du tirage au sort a été inversé pour la rencontre n°193
- le  bel exploit de ce 3e tour est signé par le FC Arlon, pensionnaire de 1re Provinciale luxembourgeoise (niveau 6) qui est allé chercher sa qualification à La Louvière Centre, résident de Nationale 1 (niveau 3), à la suite d'une séance de « tirs au but ».
- Une rencontre (match n° 207) remportée sur le terrain (1-3) se transforme en défaite par forfait « 5-0 ». Se pensant qualifié, le K. SK Voorwaarts Zwevezele s'est vu sanctionné par la fédération en date du mercredi 18 août 2021. C'est le K. RC Harelbeke qui avance au 4e tour [18].
- La rencontre n° 235 n'a pas lieu raison de contaminations par la Covid-19 de plusieurs membres du noyau de HO Bierbeek. La Jong Lede gagne par forfait [19].

| Tour  | N°  | Équipe 1                          | Équipe 2                            | Score 90 min | T au B  |
| ----- | --- | --------------------------------- | ----------------------------------- | ------------ | ------- |
| T3    | 193 | K. RC Mechelen (D3)               | R. FC Raeren-Eynatten (D3)          | 1-1          | 5-6     |
| T3    | 194 | R. AS Jodoigne (D3)               | R. CS Brainois (D3)                 | 3-1          |         |
| T3    | 195 | FC Ganshoren (D2)                 | K. SK Heist (N1)                    | 2-2          | 7-6     |
| T3    | 196 | K. SV Diksmuide (WVl-1)           | URSL Visé (N1)                      | 1-2          |         |
| T3    | 197 | K Berg en Dal VV (Anv-1)          | R. Francs Borains (N1)              | 0-1          |         |
| T3    | 198 | Eendracht Termien (D3)            | R. US Rebecquoise (D2)              | 1-2          |         |
| T3    | 199 | K. FC Sint Lenaarts (D3)          | RAAL La Louvière (D2)               | 0-3          |         |
| T3    | 200 | K. VC St-Eloois-Winkel Sport (N1) | Eendracht Elene-Grotenberge (OVl-1) | 2-0          |         |
| T3    | 201 | K. Bocholter VV (D2)              | K. SV Oudenaerde (D2)               | 0-1          |         |
| T3    | 202 | K. SV Rumbeke (WVl-1)             | FC United Richelle (D3)             | 0-3          |         |
| T3    | 203 | K. White Star Club Lauwe (WVl-1)  | K. Racing Waregem (WVl-1)           | 2-3          |         |
| T3    | 204 | K. VV Zelzate (D2)                | VK Tienen (N1)                      | 0-3          |         |
| T3    | 205 | VK Ninove (D2)                    | K. Hoger Op Wolvertem Merchtem (D3) | 2-2          | 4-1     |
| T3    | 206 | K. Sporting Hasselt (D2)          | K. RC Gent (D2)                     | 1-3          |         |
| T3    | 207 | K. RC Harelbeke (D2)              | K. SK Voorwaarts Zwevezele (D2)     | 0-5          | Forfait |
| T3    | 208 | La Louvière Centre (N1)           | FC Arlon (Lux-1)                    | 0-0          | 7-8     |
| T3    | 209 | R. FC Wetteren (D2)               | K. SC Toekomst Menen (D2)           | 1-0          |         |
| T3    | 210 | R. FC Rapid Symphorinois (D3)     | FC Verbroedering Dender EH (N1)     | 0-2          |         |
| T3    | 211 | RC Hadès Hasselt (D2)             | K. FC De Kempen TL (D3)             | 1-0          |         |
| T3    | 212 | K. SC City Pirates Antwerpen (D2) | R. CS Onhaye (D3)                   | 1-3          |         |
| T3    | 213 | Hoogstraten VV (D2)               | FC Kosova Schaerbeek (BtW-1)        | 6-0          |         |
| T3    | 214 | K. SC Lokeren-Temse (D2)          | K. FC Eksel (Lim-1)                 | 3-0          |         |
| T3    | 215 | FC Gullegem (D2)                  | R. RC Stockay-Warfusée (D2)         | 2-0          |         |
| T3    | 216 | R. Union Tubize B-L-C (D2)        | K. Patro Eisden Maasmechelen (N1)   | 2-4          |         |
| T3    | 217 | SV Belisia Bilzen (D2)            | K. OLSA Brakel (D2)                 | 2-1          |         |
| T3-Me | 218 | K. SK Londerzeel (D2)             | R. Excelsior Virton (II)            | 1-0          |         |
| T3    | 219 | K. FC Diest (D3)                  | R. FC Warnant (D2)                  | 2-1          |         |
| T3    | 220 | K. SC Dikkelvenne (D2)            | K. VC Houtvenne (D2)                | 2-0          |         |
| T3    | 221 | R. Cappellen FC (D2)              | K. SV Bornem (Anv-1)                | 4-1          |         |
| T3    | 222 | K. FC Dessel Sport (N1)           | Renaissance AEC Mons « A » (D3)     | 6-0          |         |
| T3    | 223 | K. FC Witgoor Dessel (D3)         | R. Olympic Club de Charleroi (N1)   | 0-1          |         |
| T3    | 224 | K. FC Wezel Sport (Anv-1)         | R. FC Huy (D3)                      | 2-1          |         |
| T3-Me | 225 | R. JS Taminoise (D3)              | R.FC de Liège (N1)                  | 1-5          |         |
| T3    | 226 | K. Rupel Boom FC (N1)             | K. FC Sparta Petegem (D2)           | 2-0          |         |
| T3    | 227 | K. FC Zwarte Leeuw (D3)           | K. SC Hoegaarden-Outgaarden (VBt-1) | 3-0          |         |
| T3    | 228 | R. Knokke FC (N1)                 | R. CS Verlaine (D2)                 | 5-0          |         |
| T3    | 229 | K. Eendracht Wervik (WVl-1)       | FC Lebbeke (D3)                     | 0-2          |         |
| T3    | 230 | K. FC Mandel United (N1)          | R. SC Habay-la- Neuve (D3)          | 3-0          |         |
| T3-Ma | 231 | K. VV Thes Sport Tessenderlo (N1) | K. Lierse Kempenzonen (II)          | 2-6          |         |
| T3    | 232 | R. US Givry (D2)                  | K. Diegem Sport (D2)                | 0-2          |         |
| T3    | 233 | R. Entente Acren Lessines (D2)    | K. FC Merelbeke (D2)                | 1-2          |         |
| T3    | 234 | K. VK Wellen (D3)                 | R. US Binche (D3)                   | 5-1          |         |
| T3    | 235 | K. VC Jong Lede (D3)              | K. Hoger-Op Bierbeek (VBt-1)        | 5-0          | Forfait |
| T3    | 236 | R. Jeunesse Aischoise (D3)        | Solières Sport (D2)                 | 6-3          |         |
| T3    | 237 | K. SC Eendracht Aalst (D2)        | K. Woudsport Houthulst (WVl-2)      | 2-0          |         |
| T3    | 238 | Union Rochefortoise (D3)          | K. SK Tongeren (D2)                 | 2-1          |         |
| T3    | 239 | K. VK Westhoek (D2)               | SK Pepingen-Halle (D2)              | 2-0          |         |
| T3    | 240 | K. Lyra-Lierse Berlaar (D2)       | R. Stade Waremmien FC (D2)          | 3-0          |         |

Pour un article plus général, voir Coupe de Belgique de football 2021-2022.

## Quatrième tour
Ces 24 rencontres sont jouées le dimanche 22 août 2021, mais quelques matchs sont avancés au samedi 21 août 2021.
Le « Championnat de D1B » ayant débuté, la rencontre n°248 est reprogrammée le mercredi 25 août 2021.
- 48 équipes, soit les 48 qualifiés du « Troisième tour ».

### Légende
|  | Clubs qualifiés pour le 1re tour |

### Répartition par divisions
- En termes hiérarchiques, le plus petit niveau encore représenté est le 6e, à savoir la 1re Provinciale.

| Provinces                       | Total | II | N1 | D2 | D3 | P1 |
| ------------------------------- | ----- | -- | -- | -- | -- | -- |
| Province d'Anvers               | 8     | 1  | 2  | 3  | 1  | 1  |
| Province du Brabant flamand     | 4     | -  | 1  | 2  | 1  | 0  |
| Province du Brabant wallon      | 2     | -  | 0  | 1  | 1  | 0  |
| Bruxelles ACFF                  | 1     | -  | 0  | 1  | 0  | 0  |
| Province de Flandre-Occidentale | 7     | -  | 3  | 3  | 0  | 1  |
| Province de Flandre-Orientale   | 11    | -  | 1  | 8  | 2  | 0  |
| Province de Hainaut             | 3     | -  | 2  | 1  | 0  | 0  |
| Province de Liège               | 4     | -  | 2  | 0  | 2  | 0  |
| Province de Limbourg            | 4     | -  | 1  | 2  | 1  | 0  |
| Province de Luxembourg          | 1     | 0  | 0  | 0  | 0  | 1  |
| Province de Namur               | 3     | -  | 0  | 0  | 3  | 0  |
| TOTAUX                          | 48    | 1  | 12 | 21 | 11 | 3  |

### Résultats
| Tour  | N°  | Équipe 1                          | Équipe 2                    | Score 90 min | Score 120 min | T au B |
| ----- | --- | --------------------------------- | --------------------------- | ------------ | ------------- | ------ |
| T4    | 241 | R. AS Jodoigne (D3)               | FC Gullegem (D2)            | 3-1          |               |        |
| T4    | 242 | R. Knokke FC (N1)                 | Union Rochefortoise (D3)    | 3-0          |               |        |
| T4    | 243 | K. Patro Eisden Maasmechelen (N1) | FC Lebbeke (D3)             | 0-1          |               |        |
| T4    | 244 | URSL Visé (N1)                    | FC United Richelle (D3)     | 2-0          |               |        |
| T4    | 245 | VK Ninove (D2)                    | K. SC Lokeren-Temse (D2)    | 1-2          | arrêté        |        |
| T4    | 246 | K. SV Oudenaerde (D2)             | K. SC Eendracht Aalst (D2)  | 0-1          |               |        |
| T4    | 247 | RC Hadès Hasselt (D2)             | K. Lyra-Lierse Berlaar (D2) | 1-3          |               |        |
| T4-Me | 248 | K. Lierse Kempenzonen (II)        | R. FC Wetteren (D2)         | 3-0          |               |        |
| T4    | 249 | FC Verbroedering Dender EH (N1)   | K. FC Diest (D3)            | 3-0          |               |        |
| T4    | 250 | R. Francs Borains (N1)            | K. SK Londerzeel (D2)       | 2-0          |               |        |
| T4    | 251 | K. VC St-Eloois-Winkel Sport (N1) | R. Jeunesse Aischoise (D3)  | 4-0          |               |        |
| T4    | 252 | R. CS Onhaye (D3)                 | K. VC Jong Lede (D3)        | 4-3          |               |        |
| T4    | 253 | K. SK Voorwaarts Zwevezele (D2)   | K. SC Dikkelvenne (D2)      | 0-0          | 0-2           |        |
| T4    | 254 | R. US Rebecquoise (D2)            | RAAL La Louvière (D2)       | 1-1          | 1-2           |        |
| T4    | 255 | K. RC Gent (D2)                   | R. FC Raeren-Eynatten (D3)  | 4-1          |               |        |
| T4    | 256 | K. VK Wellen (D3)                 | K. FC Dessel Sport (N1)     | 1-0          |               |        |
| T4    | 257 | K. FC Merelbeke (D2)              | K. FC Zwarte Leeuw (D3)     | 1-2          |               |        |
| T4    | 258 | Hoogstraten VV (D2)               | FC Arlon (Lux-1)            | 5-1          |               |        |
| T4    | 259 | K. FC Mandel United (N1)          | K. Racing Waregem (WVl-1)   | 2-0          |               |        |
| T4    | 260 | R. Olympic Club de Charleroi (N1) | R.FC de Liège (N1)          | 0-0          | 0-1           |        |
| T4    | 261 | K. VK Westhoek (D2)               | K. Diegem Sport (D2)        | 1-4          |               |        |
| T4    | 262 | SV Belisia Bilzen (D2)            | K. FC Wezel Sport (Anv-1)   | 3-0          |               |        |
| T4    | 263 | VK Tienen (N1)                    | FC Ganshoren (D2)           | 1-0          |               |        |
| T4    | 264 | R. Cappellen FC (D2)              | K. Rupel Boom FC (N1)       | 0-2          |               |        |

- La rencontre n°245 a été arrêtée vers la 52e minute de jeu à la suite de très fortes chutes de pluie. Après deux tentatives, l'arbitre a du conclure à l'impraticabilité du terrain synthétique du VK Ninove. Décision sur tapis vert ? score établi ? à rejouer ? à terminer ?[20]

### Résultats - Match à rejouer
Arrêté en raison de fortes pluies, le match n°2145 est reprogrammé au mercredi 25 août 2021. Conformément au règlement, l'ordre de la rencontre est inversé.
| Tour | N°  | Équipe 1                 | Équipe 2       | Score 90 min | Score 120 min | T au B |
| ---- | --- | ------------------------ | -------------- | ------------ | ------------- | ------ |
| T4   | 245 | K. SC Lokeren-Temse (D2) | VK Ninove (D2) | 1-0          |               |        |

Pour un article plus général, voir Coupe de Belgique de football 2021-2022.

## Cinquième tour
Ces 16 rencontres sont initialement planifiées le dimanche 29 août 2021, avec quelques matchs avancés au samedi 28. Un choix qui reste étonnant de la part de la fédération puisque les équipes de « Division 1B » censées entrer en lice sont engagées dans une journbée de championnat ! Pour mémoire, le tirage au sort des Seizièmes de finale est prévu le lundi 6 septembre 2021.
- 32 équipes, soit 2 clubs de Division 1A (Jupiler League), 6 clubs de Division 1B (Proximus League) et les 24 qualifiés du « Quatrième tour ».

### Légende
|  | Clubs qualifiés pour le 1re tour |

### Répartition par divisions
- En termes hiérarchiques, le plus petit niveau encore représenté est le 5e, à savoir la Division 3, tous les formationss provinciales ont été éliminées.
- La Province de Luxembourg n’est plus  représentée.

- Dans le tableau ci-dessous, complété le dimanche 22 août 2021 en soirée, il manque le qualifié de « Kempenzonen Lierse - FC Wetteren », donc soit Anvers D1B ou Flandre orientale D2. L'autre qualifié vient de la rencontre dont le résultat est en attente. Mais il s'agit de deux clubs de D2 de Flandre orientale...
- Les matchs n° match 278 et n° 280 voient l'ordre du tirage inversé car les installations des cercles amateurs concernés sont homologués pour disputer ce niveau de l'épreuve.

| Provinces                       | Total | I | II | N1 | D2 | D3 |
| ------------------------------- | ----- | - | -- | -- | -- | -- |
| Province d'Anvers               | 6     | - | 2  | 1  | 2  | 1  |
| Province du Brabant flamand     | 2     | - | -  | 1  | 1  | 0  |
| Province du Brabant wallon      | 1     | - | -  | 0  | 0  | 1  |
| Bruxelles ACFF                  | 2     | 1 | 1  | 0  | 0  | 0  |
| Province de Flandre-Occidentale | 3     | - | -  | 3  | 0  | 0  |
| Province de Flandre-Orientale   | 8     | - | 2  | 1  | 4  | 1  |
| Province de Hainaut             | 3     | - | 1  | 1  | 1  | 0  |
| Province de Liège               | 3     | 1 | -  | 2  | 0  | 0  |
| Province de Limbourg            | 3     | - | 1  | 0  | 1  | 1  |
| Province de Namur               | 1     | - | -  | 0  | 0  | 1  |
| TOTAUX                          | 32    | 2 | 7  | 9  | 9  | 5  |

### Résultats
| Tour | Date              | N°  | Équipe 1                          | Équipe 2                       | Score 90 min | Score 120 min | T au B |
| ---- | ----------------- | --- | --------------------------------- | ------------------------------ | ------------ | ------------- | ------ |
| T5   | 29 août 2021      | 268 | R. CS Onhaye (D3)                 | K. SC Eendracht Aalst (D2)     | 0-0          | 1-0           |        |
| T5   | 29 août 2021      | 269 | R. Francs Borains (N1)            | Hoogstraten VV (D2)            | 3-1          |               |        |
| T5   | 29 août 2021      | 272 | RAAL La Louvière (D2)             | K. SC Dikkelvenne (D2)         | 4-2          |               |        |
| T5   | 29 août 2021      | 274 | R. Knokke FC (N1)                 | K. RC Gent (D2)                | 2-2          | 3-2           |        |
| T5   | 29 août 2021      | 275 | SV Belisia Bilzen (D2)            | K. FC Zwarte Leeuw (D3)        | 1-0          |               |        |
| T5   | 29 août 2021      | 277 | VK Tienen (N1)                    | R. AS Jodoigne (D3)            | 1-0          |               |        |
| T5   | 29 août 2021      | 279 | K. VC St-Eloois-Winkel Sport (N1) | K. FC Mandel United (N1)       | 0-0          | 0-0           | 5-4    |
| T5   | 4 septembre 2021  | 270 | FC Verbroedering Dender EH (N1)   | K. RS Waasland-Beveren SK (II) | 1-0          |               |        |
| T5   | 4 septembre 2021  | 271 | K. Lierse Kempenzonen (II)        | K. Rupel Boom FC (N1)          | 2-0          |               |        |
| T5   | 4 septembre 2021  | 273 | URSL Visé (N1)                    | R.W.D. Molenbeek (II)          | 0-1          |               |        |
| T5   | 5 septembre 2021  | 265 | R.FC de Liège (N1)                | K. VC Westerlo (II)            | 1-3          |               |        |
| T5   | 14 septembre 2021 | 266 | R. Excel Mouscron (II)            | K. VK Wellen (D3)              | 3-1          |               |        |
| T5   | 14 septembre 2021 | 267 | K. Lyra-Lierse Berlaar (D2)       | KM SK Deinze (II)              | 0-5          |               |        |
| T5   | 15 septembre 2021 | 278 | K. Diegem Sport (D2)              | Lommel SK (II)                 | 2-4          |               |        |
| T5   | 15 septembre 2021 | 280 | K. SC Lokeren-Temse (D2)          | R. FC Seraing (I)              | 0-3          |               |        |
| T5   | 21 septembre 2021 | 276 | R. Union St-Gilloise (I)          | FC Lebbeke (D3)                | 7-0          |               |        |

Pour un article plus général, voir Coupe de Belgique de football 2021-2022.

## Rescapés par tour selon les divisions
| Division           | Tour 1 | Tour 2 | Tour 3 | Tour 4 | Tour 5 |
| ------------------ | ------ | ------ | ------ | ------ | ------ |
| Division 1A        | -      | -      | -      | -      | 2      |
| Division 1B        | -      | -      | 2      | 1      | 7      |
| Division 1 Amateur | -      | -      | 15     | 12     | 9      |
| Division 2 Amateur | -      | 48     | 40     | 21     | 9      |
| Division 3 Amateur | 63     | 46     | 24     | 11     | 5      |
| Provinciale 1      | 80     | 42     | 14     | 3      | 0      |
| Provinciale 2      | 48     | 14     | 1      | 0      | -      |
| Provinciale 3      | 22     | 5      | 0      | -      | -      |
| Provinciale 4      | 7      | 3      | 0      | -      | -      |

Pour un article plus général, voir Coupe de Belgique de football 2020-2021.